# Paul Hunter Classic
German Open je bil poklicni snooker turnir, ki je od leta 1995 do 1997 štel za svetovno jakostno lestvico, dokler ga niso leta 1998 preimenovali v German Masters in mu odvzeli status jakostnega turnirja. 
Turnir je po izvedbi leta 1998 padel v krizo, saj so ga naslednjič priredili šele leta 2005, tedaj pod imenom Grand Prix Fürth (potekal je v Fürthu). Zatem je dve leti nosil ime Fürth German Open, leta 2007 pa so ga preimenovali v spomin pokojnega Paula Hunterja, ki je v svoji karieri turnir tudi osvojil - leta 2004. Novo ime turnirja je Paul Hunter Classic. 
Največ naslovov doslej sta v svojo vitrino pripeljala John Higgins in Shaun Murphy, oba sta slavila po dvakrat. 

## Zmagovalci
| Leto                             | Zmagovalec             | Nasprotnik v finalu    | Končni izid            | Sezona                 |
| German Open (jakostni)           | German Open (jakostni) | German Open (jakostni) | German Open (jakostni) | German Open (jakostni) |
| -------------------------------- | ---------------------- | ---------------------- | ---------------------- | ---------------------- |
| 1995                             | John Higgins           | Ken Doherty            | 9 - 3                  | 1995/96                |
| 1996                             | Ronnie O'Sullivan      | Alain Robidoux         | 9 - 7                  | 1996/97                |
| 1997                             | John Higgins           | John Parrott           | 9 - 4                  | 1997/98                |
| German Masters (nejakostni)      |                        |                        |                        |                        |
| 1998                             | John Parrott           | Mark Williams          | 6 - 4                  | 1998/99                |
| Grand Prix Fürth (nejakostni)    |                        |                        |                        |                        |
| 2004                             | Paul Hunter            | Matthew Stevens        | 4 - 2                  | 2004/05                |
| Fürth German Open (nejakostni)   |                        |                        |                        |                        |
| 2005                             | Mark King              | Michael Holt           | 4 - 2                  | 2005/06                |
| 2006                             | Michael Holt           | Barry Hawkins          | 4 - 2                  | 2006/07                |
| Paul Hunter Classic (nejakostni) |                        |                        |                        |                        |
| 2007                             | Barry Pinches          | Ken Doherty            | 4 - 0                  | 2007/08                |
| 2008                             | Shaun Murphy           | Mark Selby             | 4 - 0                  | 2008/09                |
| 2009                             | Shaun Murphy           | Jimmy White            | 4 - 0                  | 2009/10                |